# Scott Goodyear
Scott Goodyear, född den 20 december 1959 i Toronto, Kanada är en f.d. racerförare i CART och IndyCar.

## Racingkarriär
Goodyear tävlade i tolv raka Indianapolis 500 mellan 1990 och 2001. Han vann aldrig tävlingen, men var ytterst nära att göra det tre gånger. Han vann dock det prestigefyllda loppet Michigan 500 två gånger, hans enda två segrar på toppnivå i amerikansk racing. Goodyear var specialist på ovaler, och hade inte alltför stora framgångar på konventionella racerbanor, vilket fick honom att byta från CART till IRL något år efter att serien grundades. Goodyear var en av toppförarna i serien, och han avslutade sin karriär i serien med att bli tvåa 2000. Goodyear tog sammanlagt tre segrar i IndyCar Series.